# Laboratorio Ñ
O Laboratorio Ñ foi uma iniciativa dos músicos espanholes Ivan Ferreiro (ex-Los Piratas), Quique González e Xoel López (Deluxe) que se realizou entre os dias 8 e 22 de novembro de 2005. Estes músicos se reuniram na casa-estúdio El Cielito, situada a 30 km de Buenos Aires, para trocar experiências e compor juntos. Participaram deste retiro musical outros músicos espanhóis, como Eva Amaral e Juan Aguirre (Amaral), além de Rubén e Leiva (Pereza). Também marcaram presença os músicos argentinos, como os integrantes do Bersuit Vergarabat, Kevin Johansen, Lisandro Aristimuño, Super Ratones, Adicta, Intoxicados e Sebastián Rubin. O projeto contou com a colaboração da Sociedad General de Autores y Editores (SGAE), uma associação privada espanhola dedicada a gestão do direito autoral de seus sócios, geralmente músicos.
Argentinos e espanhóis também se uniram para fazer uma série de apresentações (muitas delas totalmente informais) pelos teatros, casas de show e espaços artísticos de Buenos Aires e cidades próximas.
Durante a experiência foi gravado o documentário Y Todo lo Demás También, nome de uma canção do Andrés Calamaro que interpretaram ao longo das sessões. O documentário estreou no Festival Internacional de Cine de Gijón em 30 de novembro de 2006, com a presença dos principais músicos que em seguida se apresentaram no recinto da Feria de Muestras de Gijón.
As experiências no Laboratorio Ñ, assim como as impressões da cena musical portenha foram documentadas em blogs e páginas pessoais dos músicos participantes. Os relatos dos músicos espanhóis pautaram-se principalmente nas semelhanças e diferenças culturais, na recepção e acolhida do público, na oportunidade de crescimento artístico, etc.